# Demetrius von Alexandria

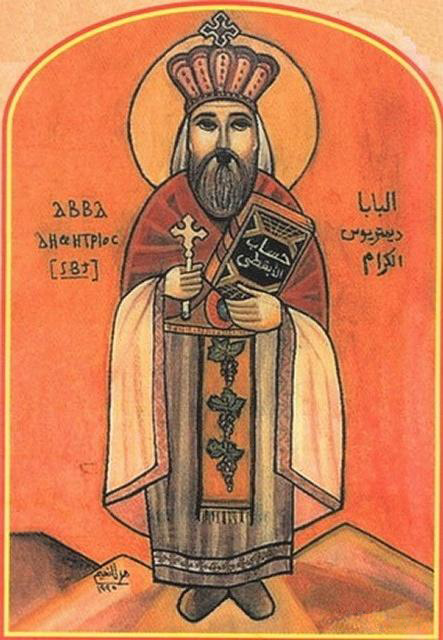
Zeichnung des Demetrius von Alexandria

Demetrius von Alexandria (altgriechisch Δημήτριος Demetrios; † 232) war der elfte Bischof von Alexandria nach Markus und der erste, über den mehr als sein Name und seine Amtsdauer bekannt sind. Er hatte das Bischofsamt 43 Jahre lang inne, länger als die meisten anderen Bischöfe der Antike. Der Beginn seiner Amtszeit lag nach Sextus Iulius Africanus, der kurz darauf Alexandria besucht hatte, im zehnten Jahr der Herrschaft des Kaisers Commodus, also im Jahr 189; die Angabe des Eusebius von Caesarea, der stattdessen das zehnte Jahr der Regierung des Septimius Severus angibt, ist dagegen offenbar ein Irrtum.
Besondere kirchengeschichtliche Bedeutung erlangte Demetrius durch seinen Streit mit Origenes. Dieser hatte zunächst seine Ausbildung in der von Demetrius unterstützten Katechetenschule von Alexandria begonnen, deren Vorsitz er im Alter von gerade 18 Jahren um 204 als Nachfolger des Clemens von Alexandria übernahm. Bald aber kam es zu Meinungsverschiedenheiten zwischen Demetrius und Origenes, die u. a. auf unterschiedlichen Vorstellungen im Osterstreit, also dem richtigen Termin des Osterfestes, beruhten. Im Jahre 214 schickte Demetrius Origenes in die Provinz Arabien, dessen Präfekt um die Entsendung gebeten hatte. Im nächsten Jahr, Origenes war wieder zurückgekehrt, nahmen die Ereignisse eine dramatische Wendung dadurch, dass Kaiser Caracalla die Stadt Alexandria für ihre kaiserfeindliche Haltung bestrafen ließ: Die Stadt wurde zur Plünderung freigegeben, ihre Schulen wurden geschlossen und alle Ausländer vertrieben. Origenes flüchtete daraufhin mit Ambrosius von Alexandria nach Caesarea (wohl das in Kappadokien), wo Origenes anfing, selbst zu predigen, obwohl er von Demetrius nicht zum Priester ordiniert worden war, weswegen dieser heftig protestierte. Dagegen setzten sich die Bischöfe Alexander von Jerusalem und Theoktistos von Caesarea für Origenes ein, darauf hinweisend, dass es in ihren Gegenden übliche Praxis sei, dass auch Laien predigten. Im Jahr 216 kehrte Origenes jedoch nach Alexandria zurück, ohne dass für die nächsten Jahre Konflikte mit Bischof Demetrius dokumentiert sind.
Der Streit eskalierte jedoch im Jahre 230, als sich Origenes auf eine Reise nach Griechenland begab und dabei auch wieder in Caesarea Station machte. Hier wurde er nun zum Priester ordiniert, was Demetrius als einen Affront ansah. Sofort ließ er eine Kirchenversammlung einberufen, auf der Origenes die Lehrbefugnis entzogen wurde. Eine weitere Synode erklärte die Ordination für ungültig. Diese Entscheidung wurde vom römischen Bischof Pontianus akzeptiert, von den Gemeinden in Palästina, Phönizien, Arabien und Achaia jedoch zurückgewiesen. Wenig später starb dann Demetrius. Sein Nachfolger wurde Heraclas.
Der Streit zwischen Origenes und Demetrius ist vor allem durch Eusebius von Caesarea, der als Verehrer des Origenes allerdings nicht immer neutral berichtet, dokumentiert. Demetrius wird in der orthodoxen Kirche als Heiliger verehrt, sein Festtag ist der 11. September.